# はがきでこんにちは
はがきでこんにちはは1971年10月4日から2020年9月25日まで、全国の民放ラジオ局で放送したラジオ番組。この項目は同構成・同スポンサーの企画ネット番組についても記述する。
キー局版のパーソナリティは声優の近石真介。毎日一通、番組宛に送られて来た葉書を紹介して、近石がトークを行った。

## 概要
キー局版はTBSラジオと日音の制作で、日本香堂の一社提供。
起源は1971年10月4日に開始したTBSラジオの平日帯 朝ワイド番組『こんちワ近石真介です』の1コーナーとして開始。同コーナーはJRN系の民放ラジオ局へネットした。1980年、TBSラジオは『こんちワ近石真介です』の第1期終了とともにコーナーを中断。1983年、『こんちワ近石真介です』の第2期放送開始後にコーナーを再開。1985年、『スーパーワイドぴいぷる』のコーナー番組として半年間 放送した。
その後はTBSラジオの放送を終了。JRN系の民放ラジオ局への裏送り、日本香堂の提供による各局別制作の企画ネット番組となった。一部の民放ラジオ局はノンスポンサー、またはローカル スポンサーで放送した。
この番組をモチーフとした日本香堂『御進物用線香』のCMを2008年から毎年11月〜12月に掛けて放送した。
他のラジオ番組がファクシミリと電子メールを採用する中で、当番組は葉書と封書でメッセージを募集した。
近石が高齢のため、2020年9月25日分の放送を以て終了。49年の歴史に幕を下ろした。最終回にて小仲正克（日本香堂の元社長で現在は代表取締役および取締役会議長）が生出演し、同番組のエンディングでは近石が電話出演して、リスナーへ感謝の言葉を寄せて番組を締め括った。後番組は三遊亭円楽（6代目）がパーソナリティを務める『三遊亭円楽のおたよりください!』を翌週の9月28日より開始した。

### テーマ曲
- 第1期
  - 中山千夏『あなたの心に』（インストルメンタル バージョン）
- 第2期以降
  - サルヴァトール・アダモ作曲・フランク・プゥルセル編曲『ひとつぶの涙（原題 Une Larme Aux Nuages）』

後番組『三遊亭円楽のおたよりください!』→『伊集院光のおたよりください!』に引き継がれた。

## 番組内容
- テーマ曲に乗せて、近石による開始と終了時のタイトルコール、アナウンスがネット局毎のスポンサーの有無によって異なる。
  - オープニングはスポンサー付の場合は「日本香堂がお送りしましょう。『はがきでこんにちは』。こんにちは 近石真介です」に続いて、季節の話題に合わせて、日本香堂製品の宣伝を行う[注 2]。ノンスポンサーの場合は「こんにちは 近石真介です。近石真介がお送りする『はがきでこんにちは』」の後にフェードアウトして、30秒のローカルCM枠（CMフィラーでテーマ曲が再度 用いられる）を挟んで番組本編に戻る。
  - エンディングはスポンサー付の場合は日本香堂のラジオCMを挟んで、採用者には日本香堂の製品を進呈する旨と「日本香堂がお送りした『はがきでこんにちは』でした」で締め括る。ノンスポンサーの場合は50秒のローカルCM枠の後に、「近石真介がお送りした『はがきでこんにちは』でした」のアナウンスで締め括る。
- リスナーから寄せられた葉書が読まれる際は投稿者の住所（市域まで）と氏名が読まれた。ただし匿名希望で投稿するケースが多く、その場合は「名無しのごんべえ」「名無しのごんこ」などと紹介された。読み上げる際は女性投稿者であれば「ねえ、近石さん聞いてー」「○○なのよ」など葉書の内容や住所に関わらず、近石への話し言葉として紹介。その口調はほぼ固定されたパターンにアレンジして、最後は「さようなら」で締められた。近石が葉書を読む際は当初は無音だったが、2008年4月よりBGM（馬頭琴の演奏）が加わるようになった。はがきを読み終えると近石が内容にちなんだ話題を話す。
- 番組の最後に番組の宛先（制作局の最寄りの郵便局の私書箱）を告げる。私書箱を郵便事業が管理していた頃は「○○支店 私書箱」と呼称せず、「○○郵便局 私書箱」と告知した。

## ネット局

### 番組終了時点
- 全て月 - 金曜の放送。放送時間の早い順から記載。
- ※は日本香堂の一社提供。それ以外はローカルCM。

| 放送対象地域   | 放送局名          | 放送時間      | 放送期間                                                   | 備考 |
| -------------- | ----------------- | ------------- | ---------------------------------------------------------- | --- |
| 福島県         | ラジオ福島（rfc） | 9:10 - 9:15   | 2013年9月30日 - 2020年9月25日                              | 『あなたの朝にレディ・オン』内 |
| 中京広域圏     | CBCラジオ（※）    | 9:32 - 9:37   |                                                            | 『つボイノリオの聞けば聞くほど』内 放送時間に若干の前後あり。 |
| 鹿児島県       | 南日本放送（MBC） | 9:37 - 9:43   | 再開日不詳 - 2020年9月25日                                 | 2012年12月31日 - 2014年3月28日は13:25 - 13:30。 2016年3月28日 - 2017年12月29日は9:44 - 9:50。 |
| 秋田県         | 秋田放送（ABS）   | 11:45 - 11:51 | 2009年4月6日 - 2020年9月25日                               | 放送開始 - 2009年10月2日、2010年10月3日 - 2014年3月28日は11:45 - 11:50。 2009年10月5日 - 2010年9月30日は6:55 - 7:00。 2014年3月31日 - 2015年3月27日は16:30 - 16:35。 2015年3月30日より現在の時刻に変更。 |
| 福岡県         | RKBラジオ（※）    | 11:55 - 12:00 |                                                            | |
| 鳥取県・島根県 | 山陰放送（BSS）   | 13:00 - 13:05 | 2016年3月28日 - 2017年3月31日 2020年3月30日- 2020年9月25日 | |

### 過去
- ローカルCMを放送。

| 放送対象地域 | 放送局名          | 放送時間      | 放送期間                      | 備考 |
| ------------ | ----------------- | ------------- | ----------------------------- | --- |
| 岩手県       | IBC岩手放送       | 5:10 - 5:15   | 2016年4月1日 - 2018年3月30日  | |
| 山梨県       | 山梨放送（YBS）   | 5:20 - 5:25   | 2011年4月4日 - 2015年9月25日  | |
| 石川県       | 北陸放送（MRO）   | 9:15 - 9:20   | 不詳                          | |
| 愛媛県       | 南海放送（RNB）   | 13:15 - 13:20 | 2012年4月2日 - 2013年3月29日  | |
| 大分県       | 大分放送（OBS）   | 13:35 - 13:40 | 2010年4月5日 - 2011年12月30日 | |
| 新潟県       | 新潟放送（BSN）   | 14:40 - 14:45 | 2012年4月2日 - 2015年3月27日  | |
| 富山県       | 北日本放送（KNB） | 16:00 - 16:05 | 2012年4月2日 - 9月28日        | |
| 山口県       | 山口放送（KRY）   | 16:30 - 16:35 | 2013年4月1日 - 2019年9月27日  | 2013年10月 - 2014年9月は金曜日は未ネット。2013年4月1日 - 2017年3月31日は16:05 - 16:10。 2017年4月3日より、16:30 - 16:35に変更。                                                                         |
| 岡山県       | RSKラジオ         | 6:40 - 6:45   | 2017年1月2日 - 終了日不詳     | 2017年1月2日 - 3月31日は6:37 - 6:45。 2017年4月3日より右記の時刻に変更。 |
| 福井県       | 福井放送（FBC）   | 11:55 - 12:00 | 2015年3月30日 - 終了日不詳    | 2007年4月2日 - 2014年3月28日は6:55 - 7:00に放送していた。 火曜は『過払い金ナットク法律相談』を放送するため、未ネット。                                                                                  |
| 高知県       | 高知放送（RKC）   | 12:05 - 12:10 | 2007年4月2日 - 終了日不詳     | 放送開始 - 2007年9月は6:30 - 6:35。 2007年10月 - 2008年3月は16:30 - 16:35。 2008年4月 - 2009年4月3日は10:25 - 10:30。 2009年4月6日 - 2009年10月2日は11:20 - 11:25。 2009年10月5日より現在の時刻に変更。 |
| 山形県       | 山形放送（YBC）   | 12:55 - 13:00 | 2016年3月28日 - 終了日不詳    | 2009年7月6日 - 2010年3月26日は16:25 - 16:30に放送していた。 |

### 企画ネット状況
企画ネット局は以下の通り。
- TBSラジオのネット終了後は同局の平日帯 朝ワイド番組内で独自のコーナーを日本香堂の一社提供で放送した。『うきうきワイド こんにちワ神谷明です』は「うきうきポスト」。『大沢悠里のゆうゆうワイド』は「ゆうゆうポスト」。『伊集院光とらじおと』『有馬隼人とらじおと山瀬まみと』は「伊集院光とらじおとお便りと」「有馬隼人とらじおと山瀬まみとお便りと」。『パンサー向井の#ふらっと』は「ふらっとポスト」のコーナー名で放送。その際は近石版と同じ内容の生コマーシャルを放送した。
- HBCラジオは『気分上昇ワイド ナルミッツ!!!』内で「私のふるさとマイタウン」のコーナー名で放送。